# Magé
Magé ist ein Município im Bundesstaat Rio de Janeiro und gehört zu Metropolregion Rio de Janeiro. Eine Volkszählung aus dem Jahr 2010 ergab eine Einwohnerzahl von 227.322 Menschen. Im Jahr 2018 lebten nach offizieller Schätzung etwa 243.700 Menschen in Magé. Die Stadt wurde 1566 gegründet.

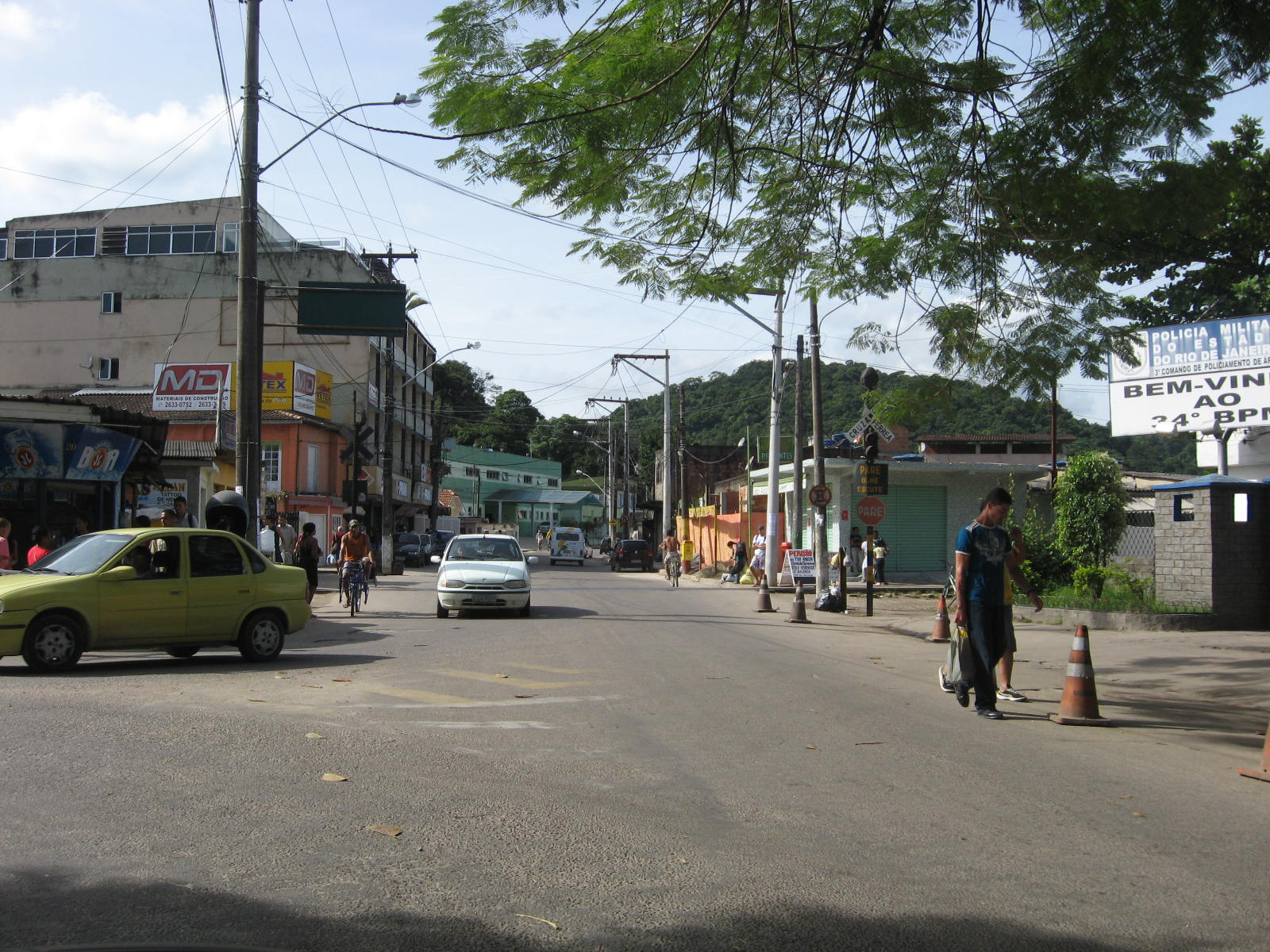
Straße in Magé

## Geographie
Zu den Fließgewässern in Magé gehören Rio Roncador, Rio Inhomirim, Rio Suruí und Rio Magé Mirim.
Die Hauptstraßen BR-493 und BR-116 verlaufen durch das Gebiet des Municipios, der eine Fläche von 386 km² aufweist.

## Geschichte
Der heutige Município geht auf das Dorf Magepe-Mirim zurück, das 1566 von portugiesischen Siedlern gegründet wurden. Es war ein für die Region wichtiger Hafen und Umschlagplatz für Sklaven, die mit Schiffen von Afrika herübergebracht wurden. 1696 wurde eine Pfarrgemeinde gegründet und 1789 unter dem heutigen Namen ein Concelho. 1857 wurde Magé zur Stadt erhoben.
Während noch die Monarchie existierte, wurde 1810 der Titel des Barons von Magé kreiert.

## Söhne und Töchter der Stadt
- Garrincha (1933–1983), Fußballspieler